# نادي كامزا
نادي كامزا هو نادي كرة قدم محترف مقره في كمزا ألبانيا تأسس في 10 سبتمبر 1936. يلعب في دوري السوبر الألباني، وهو أعلى مستوى لكرة القدم في البلاد. تمكن من الصعود في موسم 2011-12، حيث تمت ترقيتهم إلى دوري السوبر الألباني للمرة الأولى لكنهم هبطوا في موسمهم الأول ولكنه صعد ثانية في موسم 2017-18 وينافس حتى الآن في دوري السوبر الألباني.

## وصلات خارجية
- نادي كامزا